# Věra Müllerová (klavíristka)
Věra Müllerová (* 6. března 1958 Plzeň) je česká klavíristka a profesorka hry na klavír.
V roce 1978 absolvovala Pražskou konzervatoř, kde studovala pod vedením prof. L. Skalákové. Ve studiu klavírní hry pak pokračovala na Hudební fakultě Akademie múzických umění v Praze ve třídě Jana Panenky (1979–1984). Velkým přínosem pro její další vzdělání byla stáž na Vysoké hudební škole v Kyjevě (prof. J. S. Tkač).
Už od šestnácti let vystupovala sólově po celé republice. Koncertovala s úspěchem v řadě evropských i světových zemí. Bohatá je její spolupráce s českými i zahraničními skladateli, instrumentalisty a pěvci. Natočila mnoho titulů pro Český rozhlas, Českou televizi, Slovinský rozhlas a hudební vydavatelství (Panton, Matouš, Avik). Jako sólistka spolupracuje s českými i zahraničními orchestry a dirigenty.
Od roku 1980 působí jako profesorka klavírní hry na plzeňské Konzervatoři. Opakovaně se účastní v porotě mezinárodní soutěže pořádané institucí Anglo-Czech Trust v Londýně a jako lektorka na mistrovských kurzech ve Frenshamu (Velká Británie). Roku 2002 se stala předsedkyní Západočeského hudebního centra.

## Spolupráce se skladateli a hudebníky
- Mark Kopytman
- Karel Šimandl
- Jiří Bezděk[3]
- Eva Urbanová
- Zdena Kloubová[4]
- Roman Janál
- Ivan Kusnjer